# Strada europea E471
La E471 è una strada europea che collega Mukačevo a Leopoli.

## Percorso
La E471 è definita con i seguenti capisaldi di itinerario: "Mukačevo - Leopoli".